# Ta'anit Ester
El Ayuno de Ester o Ta'anit Ester (en Hebreo: תענית אסתר) es un día de ayuno menor judío que va desde el alba hasta el anochecer en la víspera de Purim, conmemorando el ayuno de tres días observado por el pueblo judío en la historia de Purim. Si Taanit Esther cae en Shabat, entonces se conmemora el jueves precedente. Este ayuno ha sido aceptado por todos los judíos de todo el mundo, de la manera como está escrito en el libro de Ester: Ellos habían establecido para ellos y sus descendientes lo concerniente a los ayunos y sus lamentos. (Ester 9:31)
El ayuno es observado en el decimotercer día del mes de Adar; judíos de todo el mundo ayunan el 13 de Adar para recordar que Dios se apiada de toda persona en angustia que ayuna y torna en teshuvá sincera. Si Taanit Ester cae en Shabat, el ayuno es observado el jueves precedente, y si el año es embolismal (bisiesto) o "shaná meubéret" (שנה מעוברת), se ayuna el decimotercer día de Adar II. Como Taanit Ester no es uno de los cuatro ayunos públicos ordenado por los Profetas, las leyes son menos estrictas: las mujeres embarazadas, las mujeres que dan pecho y aquellos que están enfermos están exentos de observarlo. 
Durante el 13 de Adar los judíos de Persia bajo el reino de Ajashverosh se congregaron para defenderse de sus enemigos que se preparaban para exterminarlos. Ese mismo día de guerra fue fijado como día de ayuno y de invocación a Dios para la salvación.

## Conceptos erróneos
Una mala interpretación de este ayuno es que conmemora el aniversario del ayuno que realizó la Reina Ester antes de arriesgar su vida al ir a ver al Rey Ahashverosh (Asuero). De hecho, esto y el resto de la historia, incluyendo la ejecución de Hamán, descendiente de Amalek, considerado el primer enemigo del pueblo judío, ocurrieron antes del mes de Siván y por lo menos 9 meses antes de la fiesta de Purim en el mes de Adar. Está aceptado comúnmente en la tradición rabínica que el ayuno original de 3 días mencionado en el capítulo 4 de la Meguilá (Libro de Ester) ocurrió en los días 14, 15 y 16 de Nisán, siendo estos la víspera y los primeros dos días de Pésaj. Se cree que en la antigüedad las personas ayunaban la víspera de la batalla para obtener favores divinos y fortaleza de espíritu. El 13 de Adar, que es el día en el que ocurrió la gran batalla, fue establecido como un día de ayuno para los guerreros antes de ir a pelear, pero como ayunar durante Pésaj no es apropiado en casi ninguna circunstancia, el "Ayuno de Ester" pasó a ser celebrado en la víspera de Purim, el 13 de Adar.

## Fechas observadas
2017: 9 de marzo
2018: 28 de febrero
2019: 20 de marzo
2020: 9 de marzo
2021: 25 de febrero
2022: 16 de marzo
2023: 6 de marzo
2024: 21 de marzo
2025: 13 de marzo
2026: 2 de marzo